# Categorie (Aristotele)
Le Categorie (Κατηγορίαι - IV secolo a.C.) sono una sezione dell'immensa produzione di Aristotele, raggruppata da Andronico di Rodi nel complesso chiamato Organon. Esse riguardano i modi e le qualità dell'Essere, e la maniera in cui l'uomo lo vede e lo interpreta. 

## Contenuto
L'ontologia, in quanto metafisica (secondo la terminologia introdotta da Andronico di Rodi), è la "filosofia prima" aristotelica, che ha come suo primario oggetto di indagine l'essere in quanto tale, e solo in via subordinata l'ente (dal greco ὄντος, genitivo di ὄν, essente). "In quanto tale" significa a prescindere dai suoi aspetti accidentali, e quindi in maniera scientifica. Solo di ciò che permane come sostrato fisso e immutabile, infatti, si può avere una conoscenza sempre valida e universale, a differenza degli enti soggetti a generazione e corruzione, "infatti abbiamo detto che le scienze hanno per oggetto l'universale."
Per conoscere gli enti occorrerà dunque fare sempre riferimento all'Essere; Aristotele intende per ente tutto ciò che esiste, nel senso che deve ad altro la propria sussistenza, a differenza dell'Essere che invece è in sé e per sé: mentre l'Essere è uno, gli enti non sono tutti uguali. Per il filosofo essi hanno vari significati: l'ente è un "pollachòs legòmenon" (in greco πολλαχῶς λεγόμενον), ossia si può «dire in molti modi». Ente sarà ad esempio un uomo, così come il colore della sua pelle.
Introducendo gli enti, Aristotele cerca di risolvere il problema ontologico di conciliare l'essere parmenideo col divenire di Eraclito, facendo dell'ente un sinolo indivisibile di materia e forma: come già accennato, infatti, la materia possiede un suo modo specifico di evolversi, ha in sé una possibilità che essa tende a mettere in atto. Ogni mutamento della natura è quindi un passaggio dalla potenza alla realtà, in virtù di un'entelechia, di una ragione interna che struttura e fa evolvere ogni organismo secondo leggi sue proprie. Cercando di superare il dualismo di Platone in seno all'essere, Aristotele sostiene così l'immanenza dell'universale. La sua soluzione tuttavia risente fortemente dell'impostazione platonica, perché, come già il suo predecessore, anche lui concepisce l'essere in forma gerarchica: per cui da un lato vi è l'Essere eterno e immutabile, identificato con la vera realtà, che basta a se stesso in quanto perfettamente realizzato; dall'altro vi è l'essere in potenza, proprio degli enti, che per costoro è soltanto la possibilità di attuare se stessi, di realizzare la loro forma in atto, la loro essenza. Anche il non-essere quindi in qualche modo è, almeno come poter-essere. E il divenire consiste propriamente in questo perenne passaggio verso l'essere in atto.

### Le dieci categorie
Nonostante le molteplici valenze che assumono gli enti, tutti richiamano inevitabilmente in un modo o nell'altro il concetto di sostanza, termine introdotto da Aristotele per indicare ciò che è in sé e per sé, e che per essere non ha bisogno di esistere. 
La sostanza è il primo dei dieci predicamenti dell'essere, ossia di quelle dieci categorie (o «parole», legomena) enumerate da Aristotele, entro cui classificare gli enti sulla base delle loro differenze. Esse sono, oltre alla sostanza: qualità, quantità, relazione, abito, condizione, dove,quando, agire, patire. Ognuna aggiunge un requisito che risponde a una specifica domanda:
| Categoria                | Termine greco | Termine latino | Domanda                               | Esempio                                    |
| ------------------------ | ------------- | -------------- | ------------------------------------- | ------------------------------------------ |
| 1. Sostanza, essenza     | ousia         | substantia     | Cos'è?                                | Un uomo, un cavallo                        |
| 2. Qualità, attributo    | poion         | qualitas       | Com'è?                                | Bianco, esperto nelle lingue               |
| 3. Quantità, dimensione  | poson         | quantitas      | Quanto/è grande?                      | (è) lungo due cubiti, (è) lungo tre cubiti |
| 4. Relazione             | pros ti       | relatio        | A cosa si riferisce?                  | Al doppio, alla metà di qualcosa           |
| 5. Dove, luogo           | pou           | ubi            | Dov'è?                                | (è) nella piazza del mercato, nel Lykeion  |
| 6. Quando, tempo         | pote          | quando         | Quando succede?                       | (era) ieri, l'anno scorso                  |
| 7. Condizione, posizione | keisthai      | situs          | In che posizione/situazione si trova? | Si siede / sta parlando                    |
| 8. Possesso o abito      | echein        | habitus        | Cos'ha?                               | Ha le scarpe, è armato (= porta un'arma)   |
| 9. Agire, fare, lavorare | poiein        | actio          | Cosa fa?                              | Punge, o ustiona                           |
| 10. Subire o patire      | paschein      | passio         | Cosa subisce?                         | Viene punto, viene bruciato                |

Aristotele contrappone la prima categoria (la sostanza) alle altre (gli accidenti). Questa distinzione è dovuta al fatto che la sostanza esiste indipendentemente, mentre gli accidenti possono esistere solo se riferiti a una sostanza. Ad esempio, Socrate può esistere senza la barba, ma la barba non può esistere senza Socrate. Ciò consente di spiegare perché, ad esempio, una persona che muta nel tempo, cioè sperimenta cambiamenti accidentali, rimane sostanzialmente la stessa persona. Socrate può quindi privarsi della barba ma rimanere comunque Socrate.
All'interno della sostanza, Aristotele distingue a sua volta tra «sostanza prima» e «seconda». La prima sostanza è l'individuo in sé, nell'esempio Socrate, la seconda sostanza è il tipo di individuo, cioè la specie umana.
La natura del rapporto tra individuo e specie darà vita nel Medioevo alla disputa sugli universali: la questione è se le specie esistano anche indipendentemente dagli individui.

### Capitoli
I primi 9 capitoli trattano propriamente delle categorie. Secondo Enrico Berti, "gli ultimi 5 trattano di temi come i contrari, l’anteriore e il posteriore, i tipi di mutamento, e perciò furono chiamati Post-praedicamenta, che in latino vuol dire semplicemente “dopo le categorie”, e furono spesso considerati inautentici."